# دان دورفمان
دان دورفمان (بالإنجليزية: Dan Dorfman)‏ هو صحفي أمريكي، ولد في 24 أكتوبر 1931، وتوفي في 16 يونيو 2012.